# P&O Liberté
Il P&O Liberté è un traghetto bidirezionale appartenente alla compagnia di navigazione britannica P&O Ferries.

## Servizio
Varato il 27 luglio 2022 nel cantiere navale COMEC di Guangzhou con il nome di P&O Liberté e consegnato il 29 novembre 2022 alla P&O Ferries, salpa per l'Europa il 15 gennaio 2024.
Giunto a Dover il 1º marzo successivo, prende servizio sulla Dover-Calais a partire dal 19 marzo in sostituzione del Pride Of Kent.

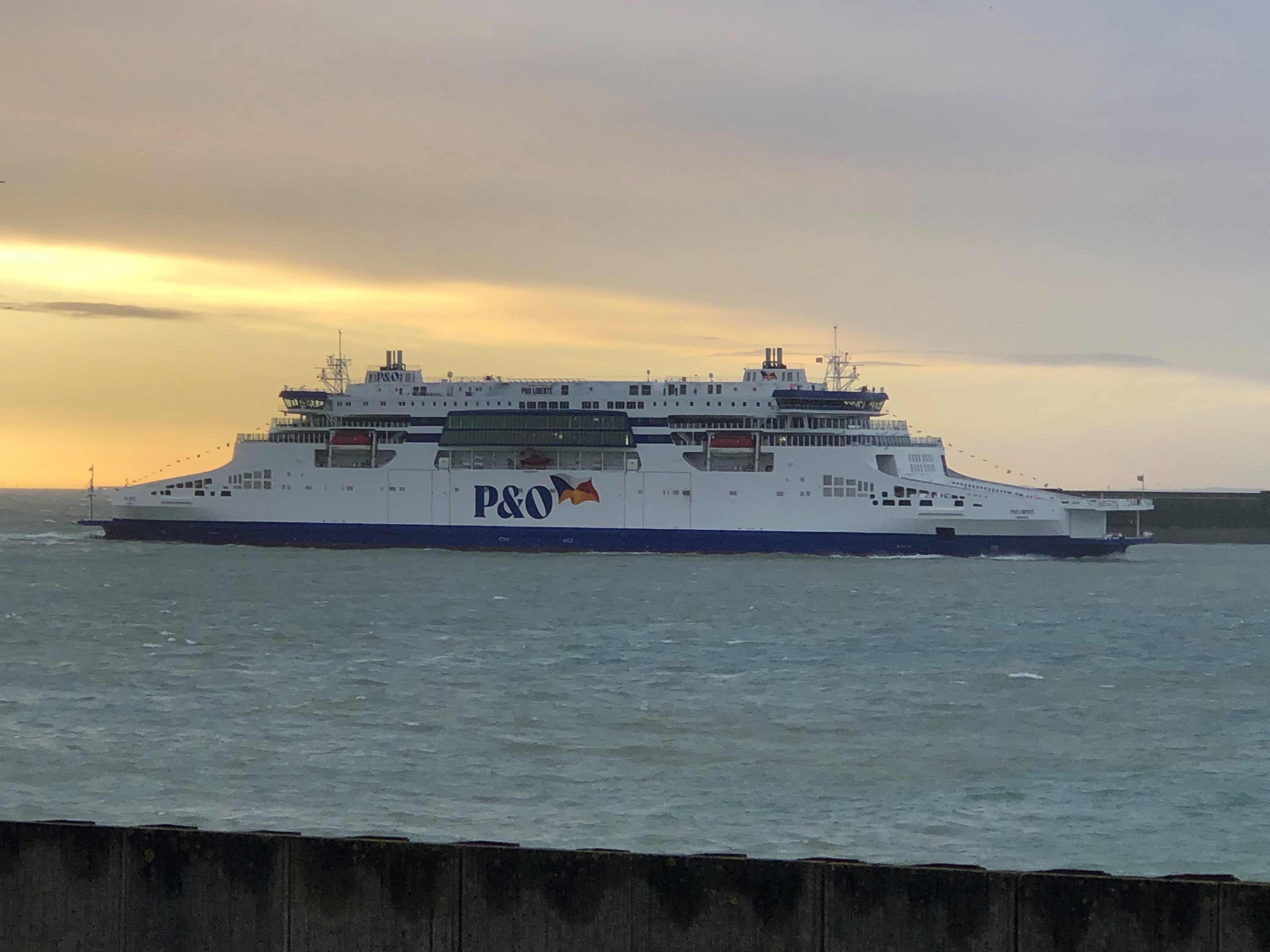
Il P&O Liberté in arrivo a Dover proveniente da Canton.

## Navi gemelle
- P&O Pioneer